# Dora Esser-Wellensiek
Theodora Wilhelma Esser-Wellensiek (Diemerbrug, 30 juli 1917 – Saint-Cybranet (Dordogne), 12 mei 1995) was een Nederlands schilderes.

## Leven en werk
Wellensiek was een dochter van koopman Wilhelm Hermanus Wellensiek en Theodora Douwes. Ze werd opgeleid aan de modevakschool en trad in dienst als tekenaar bij het modehuis Max Verstraten, later werkte ze als reclametekenaar voor De Bijenkorf in Amsterdam. Ze volgde daarnaast de avondopleiding aan de Rijksakademie en stapte na twee jaar over naar de dagopleiding. Ze was een leerling van onder anderen Gé Röling en klasgenote van onder anderen Karel Appel en Friso ten Holt.
Toen tijdens de Tweede Wereldoorlog joodse studenten werden weggestuurd, onderbrak ze haar opleiding. Ze trouwde in 1943 met de beeldhouwer Vincent Pieter Semeyn (Piet) Esser (1914-2004), die in 1947 als hoogleraar benoemd werd aan de Rijksakademie. In dat jaar kreeg ze (nog mejuffrouw) een prijs van 750 gulden voor “het ontwerpen van een prentenboek voor kinderen”.  Uit het huwelijk werden twee dochters en een zoon geboren, onder wie plateelschilderes Barbara Hofker. In 1956 keerde Esser-Wellensiek terug naar de Academie en rondde twee jaar later de opleiding af. Docent Jan Wiegers inspireerde haar om zich te richten op aquarelleren. Op uitnodiging van Wiegers, Otto de Kat en Kees Verwey sloot ze zich in 1958 aan bij de Hollandse Aquarellistenkring. Ze werd ook lid van Arti et Amicitiae. Ze maakte onder meer naakten, portretten, landschappen en stadsgezichten. In 1974 won de kunstenares voor een van haar aquarellen de Jeanne Oosting Prijs.
Van 1949 tot 1985 woonde het echtpaar in de Zomerdijkstraat 28, onderdeel van de Atelierwoningen Zomerdijkstraat. In 1985 verhuisde het echtpaar naar de Dordogne, ze overleed er tien jaar later.